# Lambis crocata
Lambis crocata es una especie de molusco gasterópodo de la familia Strombidae. Es propia del océano Índico, encontrándose en las costas de Aldabra, Chagos, Comoras, Kenia, Madagascar, Mascareñas, Mauricio, Mozambique, Reunión, Seychelles y Tanzania.